# Ligne 58 (Infrabel)
Pour les articles homonymes, voir Ligne 58.
La ligne 58, de Y Est Triangle Ledeberg à Eeklo, est une ligne ferroviaire belge du réseau de la Société nationale des chemins de fer belges (SNCB). Elle est prolongée par le tronçon d'Eeklo à Maldegem qui n'est ouvert qu'à une exploitation touristique. Après Maldegem, cette ligne continuait autrefois jusqu'à Bruges, mais ce tronçon est déferré et en partie transformé en chemin pédestre et cyclable.

## Historique

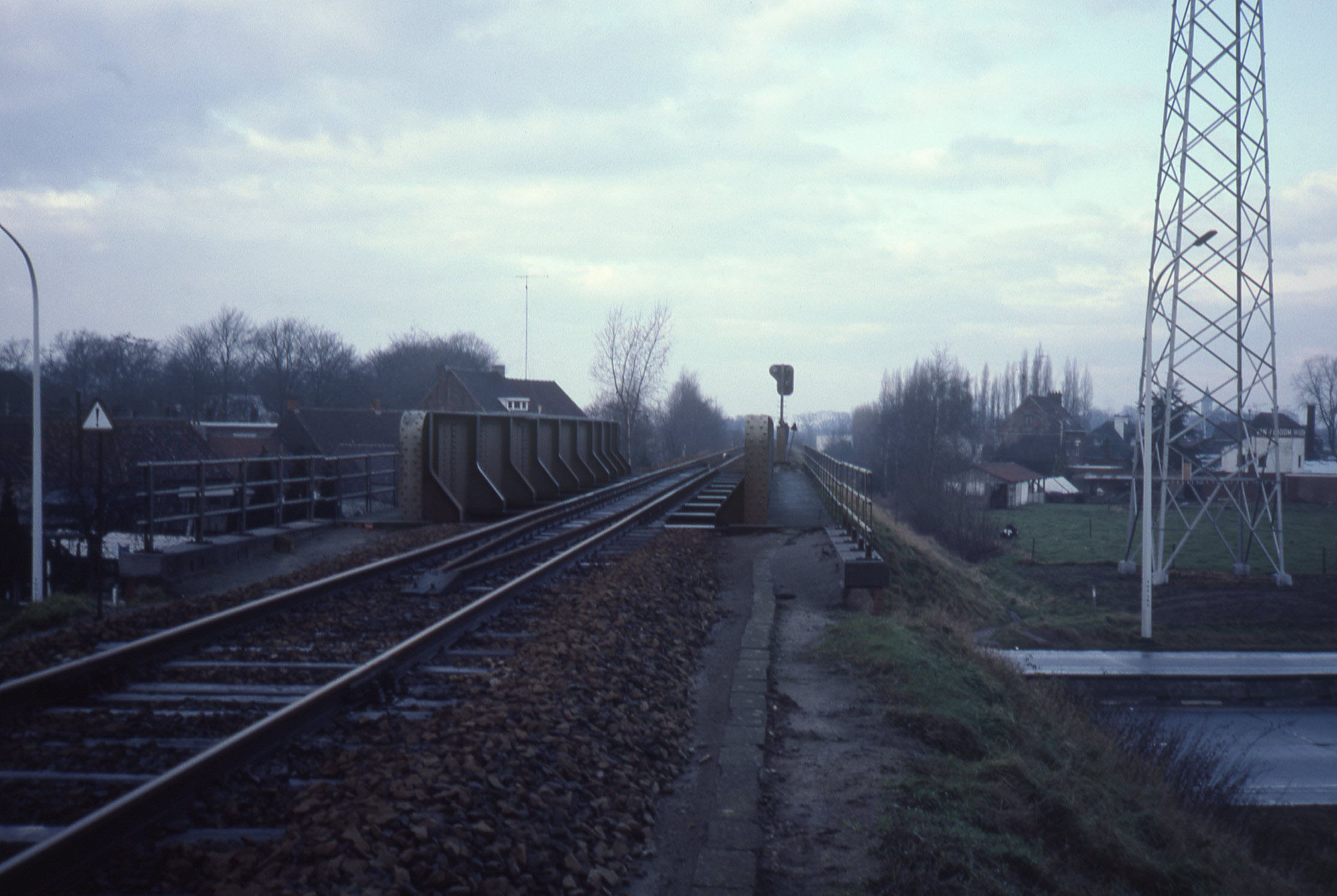
Pont ferroviaire sur une rue à Wondelgem

Le 25 juin 1861 le tronçon de Gand-Dampoort à Eeklo est mis en service. Le 16 novembre 1862 suit la section d'Eeklo à Maldegem, et le 22 juin 1863, la ligne est complétée avec la section de Maldegem à Bruges.
Le trafic passagers est terminé entre Eeklo et Bruges le 26 février 1959, et peu de temps après, le transport de marchandises est interrompu entre Sijsele et Assebroek. L'arrêt du trafic marchandises sur les autres sections s'est fait en plusieurs étapes: En 1962 environ, à l'exception du trafic militaire, entre Donk et Sijsele, le 1er août 1967 entre Assebroek et Bruges, en 1970 entre Maldegem et Donk et le 16 avril 1988 entre Eeklo et Maldegem.
Les voies entre Sijsele et Assebroek sont démantelées en 1962, ainsi que peu après celles entre Donk et Sijsele. La ligne entre Assebroek et Bruges est démontée en 1968, et entre Maldegem et Donk en 1970. 
La section entre la jonction de Ledeberg et Gand-Dampoort, qui fait partie de l'axe ferroviaire Gand – Anvers est électrifiée en mai 1973. La station d'Evergem, fermée le 2 juin 1957 à cause de la construction d'une nouvelle route péripherique autour de Gand, est rouverte le 10 juin 2007.
L'association Stoomcentrum Museum Maldegem a racheté la gare de Maldegem après sa fermeture et fait rouler des trains historiques (à vapeur ou diesel) sur la ligne 58 entre Eeklo et Maldegem. Le reste de la ligne en direction de Steenrugge accueille une piste cyclable.

## Infrastructure

### Ligne
Entre la jonction de Ledeberg et Wondelgem la ligne est à double voie avec une vitesse maximale de 90 km/h. Entre Wondelgem et Eeklo elle est à voie unique, la vitesse maximale est de 120 km/h. La section entre Eeklo et Maldegem, aussi à voie unique, n'est plus utilisée par la SNCB, mais par le Stoomcentrum Maldegem («Centre de la Vapeur de Maldegem») qui a aussi établi une courte ligne à voie étroite de 600 mm entre Maldegem et Donk.

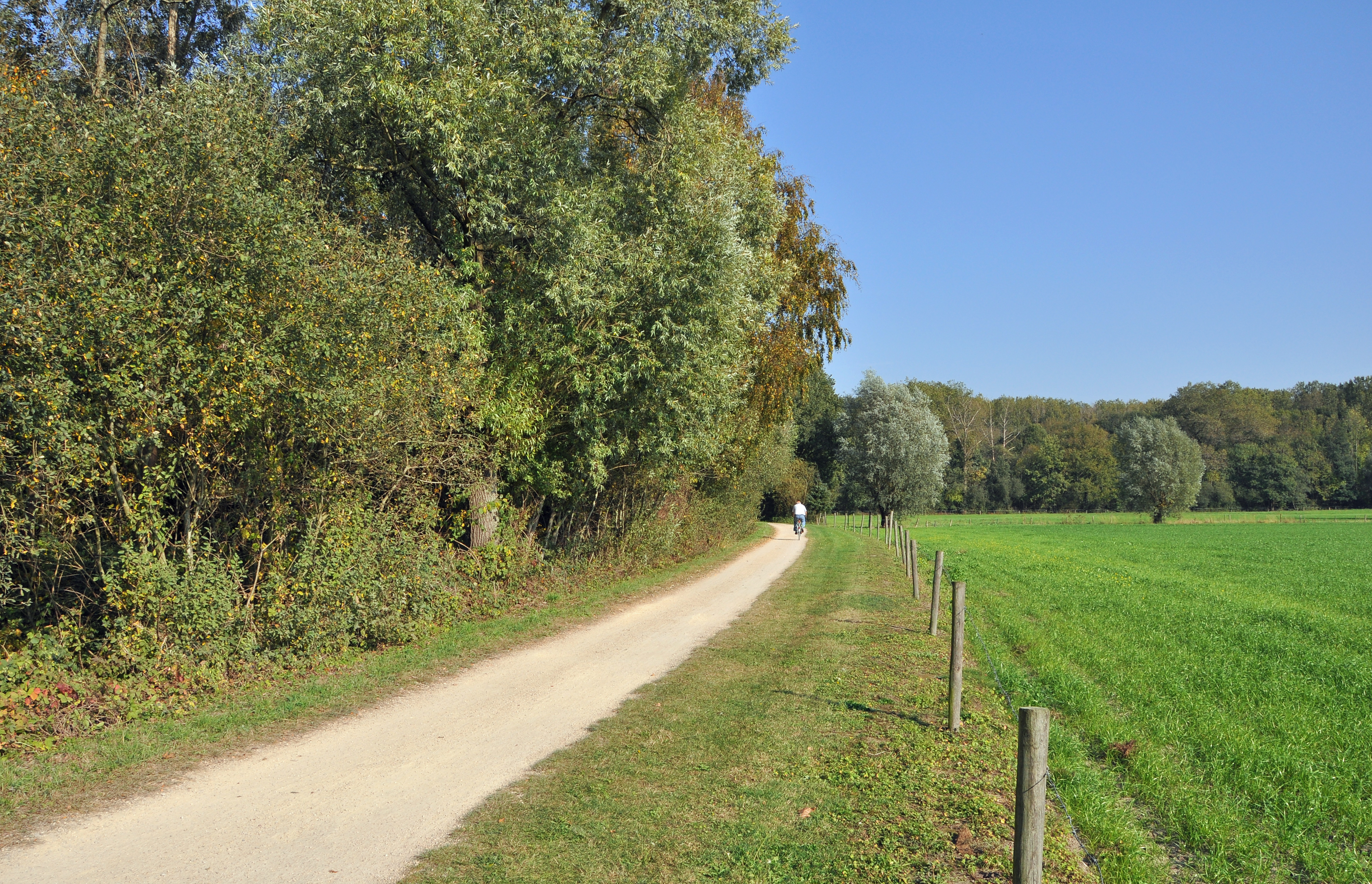
Piste touristique entre Steenbrugge et Assebroek

Sur la section démantelée entre Donk et Bruges, une piste cyclable et pédestre est établie. Elle est connue comme Abdijenroute.

### Gares en service

#### SNCB
- Gentbrugge
- Gand-Dampoort
- Wondelgem
- Evergem
- Sleidinge
- Waarschoot
- Eeklo